# اف دی-سی اورنج شماره ۱
اف دی-سی اورنج شماره ۱ (به انگلیسی: FD&C Orange Number 1) یک ترکیب شیمیایی با شناسه پاب‌کم ۲۳۶۶۶۱۳۸ است. 